# Peter Kellnberger
Peter Kellnberger (* 1921 in Plattling; † 1982 in Schweden) war ein deutscher Lehrer, Autor und Künstler. 1944 desertierte er aus der deutschen Wehrmacht, als er nach Schweden floh.

## Leben
Kellnberger war Sohn eines Psychiatriepflegers und Handwerkers in Pankofen. Nach der Volksschule legte er an der Oberrealschule in Deggendorf 1940 das Abitur ab. Nach schwerem, mehrmonatigem Arbeitsdienst und Mitarbeit in einer Regensburger Zeitung wurde Kellnberger 1941 zur Luftwaffe einberufen und leistete seinen Dienst in den folgenden Jahren an verschiedenen Flugschulen in Deutschland und dem von Deutschland besetzten Ausland. In seiner Freizeit war er schriftstellerisch tätig und schrieb regelmäßig Briefe an Freunde und alte Bekannte. 1943 führten Äußerungen in diesen Briefen zur Verhaftung und einem Gerichtsverfahren wegen Wehrkraftzersetzung gegen Kellnberger. Aufgrund der sehr guten Beurteilung der Vorgesetzten, der Unglaubwürdigkeit der Anklagezeugin und der Qualität seines Anwalts wurde er jedoch freigesprochen. Der Prozess gegen ihn wie auch viele ihm zugetragene Informationen über die Gräuel des NS-Regimes ließen in Kellnberger den Entschluss reifen, nicht für das Deutsche Reich zu kämpfen, sondern ins Ausland zu flüchten.
Am 1. September 1944 floh er von einem Fliegerhorst im dänischen Jütland, auf den er mittlerweile versetzt war, mit einer einsitzigen Schulmaschine nach Schweden. Dort wurde er verhaftet und in einem Internierungslager untergebracht, konnte 1945 jedoch schon eine normale Arbeit aufnehmen. Erste literarische Veröffentlichungen fielen ebenso in das Jahr 1945. 1947 heiratete Kellnberger seine schwedische Lebensgefährtin Constance, weitere Veröffentlichungen folgten. 1948 kehrte er nach kurzem Aufenthalt in Deggendorf wieder nach Schweden zurück, entsetzt über den Verfall von Sitte und Moral. Nach dem Staatsexamen der schwedischen Universität Lund, an der Kellnberger sich 1945 immatrikulierte, verdiente er seinen Lebensunterhalt als Lehrer. Gleichzeitig war er aber weiterhin als Schriftsteller, Maler und Fotograf tätig. Peter Kellnberger starb 1982 an einer unheilbaren Krankheit.

## Veröffentlichungen
- Peter Kellnberger: Gedichte. Europa-Verlag, Zürich / Konstanz 1950.